# Chauffour-lès-Étréchy
Pour les articles homonymes, voir Chauffour (homonymie).
Chauffour-lès-Étréchy (prononcé [ʃofuʁ lɛ.z‿etʁeʃi] ) est une commune française située à quarante-deux kilomètres au sud-ouest de Paris dans le département de l'Essonne en région Île-de-France.
Ses habitants sont appelés les Calidusiens.

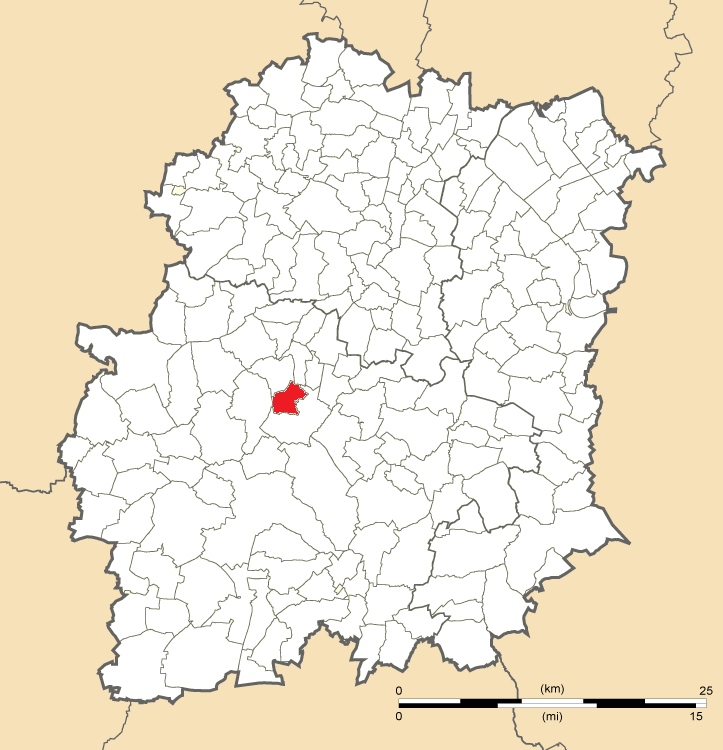
Position de Chauffour-lès-Étréchy en Essonne.

## Géographie

### Situation
Site privilégié au cœur des bois et des plaines de la Beauce, le village ne ressemble à aucun autre village du Sud Essonne. Bien posé sur la hauteur, au bord du plateau qui sépare la vallée de la Juine du val de la Renarde, est riche d'un sol fertile. Sur tout son territoire, on trouve de nombreux outils et instruments en silex, preuve irrécusable d'habitations anciennes.
Chauffour-lès-Étréchy est située à quarante-deux kilomètres au sud-ouest de Paris-Notre-Dame, point zéro des routes de France, vingt-cinq kilomètres au sud-ouest d'Évry, huit kilomètres au nord d'Étampes, onze kilomètres au sud-ouest d'Arpajon, douze kilomètres au sud-est de Dourdan, treize kilomètres au nord-ouest de La Ferté-Alais, dix-sept kilomètres au sud-ouest de Montlhéry, vingt-quatre kilomètres au sud-ouest de Palaiseau, vingt-quatre kilomètres au nord-ouest de Milly-la-Forêt, vingt-six kilomètres au sud-ouest de Corbeil-Essonnes.

### Hydrographie

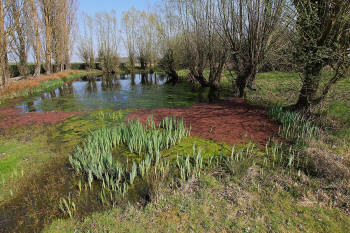
Mare Darblay.

- Il n'existe aucun réseau hydrographique de surface[12].
- La Mare Darblay, située à l'entrée Nord du village, est bordée de saules têtards dont la forme caractéristique résulte d'un mode d'exploitation ancestral spécifique (le trognage) qui consistait en des tailles périodiques afin de fournir principalement du bois et du fourrage. Ces troncs tortueux sont favorables à des espèces cavernicoles comme les chauves-souris ou de nombreux insectes[13]. Elle contribue  à la préservation de la faune et de la flore locales. Le nom Darblay est un toponyme courant dans l'Essonne et le Loiret; il désigne celui qui est originaire d'Arblay. La mare était indiquée avec l'orthographe "Mare d'Arblay" sur la carte de l'état-major[14].

### Relief et géologie
Le point le plus bas de la commune est situé à quatre-vingt-quinze mètres d'altitude et le point culminant à cent-cinquante-neuf mètres.
Dans la descente entre Chauffour-lès-Étréchy et Étréchy, à gauche, les bancs de calcaire d'Étampes (stampien) forment un abrupt, surmontant les sables de Fontainebleau qui, ici, sont blancs car protégés des infiltrations d'eau ferrugineuse par le calcaire sous-jacent. La légende raconte que les excavations des sablonnières furent des refuges pour les chrétiens aux temps des persécutions de l'époque romaine.
La commune comporte un des sites de la réserve naturelle nationale des sites géologiques de l'Essonne.

### Communes limitrophes
| Souzy-la-Briche | Saint-Sulpice-de-Favières |         |
| Villeconin      | Chauffour-lès-Étréchy     |         |
|                 |                           | Étréchy |

### Lieux-dits et écarts
La commune compte 30 lieux-dits administratifs répertoriés consultables ici.

### Climat
Pour des articles plus généraux, voir Climat de l'Île-de-France et Climat de l'Essonne.
En 2010, le climat de la commune est de type climat océanique dégradé des plaines du Centre et du Nord, selon une étude du CNRS s'appuyant sur une série de données couvrant la période 1971-2000. En 2020, Météo-France publie une typologie des climats de la France métropolitaine dans laquelle la commune est exposée à un climat océanique altéré et est dans la région climatique Sud-ouest du bassin Parisien, caractérisée par une faible pluviométrie, notamment au printemps (120 à 150 mm) et un hiver froid (3,5 °C).
Pour la période 1971-2000, la température annuelle moyenne est de 10,6 °C, avec une amplitude thermique annuelle de 15,3 °C. Le cumul annuel moyen de précipitations est de 681 mm, avec 11,3 jours de précipitations en janvier et 8 jours en juillet. Pour la période 1991-2020, la température moyenne annuelle observée sur la station météorologique la plus proche, située sur la commune de Dourdan à 12 km à vol d'oiseau, est de 11,4 °C et le cumul annuel moyen de précipitations est de 654,2 mm,. Pour l'avenir, les paramètres climatiques de la commune estimés pour 2050 selon différents scénarios d'émission de gaz à effet de serre sont consultables sur un site dédié publié par Météo-France en novembre 2022.

## Urbanisme

### Typologie
Au 1er janvier 2024, Chauffour-lès-Étréchy est catégorisée commune rurale à habitat dispersé, selon la nouvelle grille communale de densité à sept niveaux définie par l'Insee en 2022.
Elle est située hors unité urbaine. Par ailleurs la commune fait partie de l'aire d'attraction de Paris, dont elle est une commune de la couronne,. Cette aire regroupe 1 929 communes,.

### Occupation des solssimplifiée
Le territoire de la commune se compose en 2017 de 97,37 % d'espaces agricoles, forestiers et naturels, 0,68 % d'espaces ouverts artificialisés et 1,94 % d'espaces construits artificialisés.

## Toponymie
Chaufor au XIIe siècle.
Le nom de la commune tire son origine de l'expression latine Calidus Furmus marquant l'existence d'un four à chaux. il évolua vers Chautfour au XIIIe siècle.
La préposition « lès » permet de signifier la proximité d'un lieu géographique par rapport à un autre lieu.
La commune fut créée en 1793 sous le nom de Chofour, puis le Bulletin des lois de 1801 fit évoluer vers Chauffour, la graphie actuelle a été introduite en 1886.

## Les Hospitaliers
La commanderie de Chauffour des Hospitaliers de l'ordre de Saint-Jean de Jérusalem dépendait du prieuré hospitalier de Saint-Jean de Latran. Elle se composait au XVe siècle d'une maison du commandeur, 120 arpents de terre, la haute, moyenne et basse justice avec le cens et la dime sur tout le territoire de Chauffour et d'une partie d'Étréchy ainsi que les terres de la seigneurie de Vaucelas.
La dime de Chauffour avait été cédé en 1290 par les moines du couvent de Morigny,. Mahaut de Neuviz avait vendu en juillet 1303 tout ce qu'elle possédait à Étampes mais recueilli par la commanderie de Chauffour. Il s'agissait de maisons, terres, prés, vignes et cens,.
En 1410, un donné de L'Hospital reçoit contre une redevance annuelle de 18 livres tournois un bail viager.
Au début du XVIe siècle la commanderie fut détruite et jamais reconstruite, les terres furent affermées à divers particuliers.

## Politique et administration

### Politique locale
La commune de Chauffour-lès-Étréchy est rattachée au canton de Dourdan, à l'arrondissement d'Étampes et à la troisième circonscription de l'Essonne.
La commune de Chauffour-lès-Étréchy est enregistrée au répertoire des entreprises sous le code SIREN 219 101 482. Son activité est enregistrée sous le code APE 8411Z.

### Liste des maires

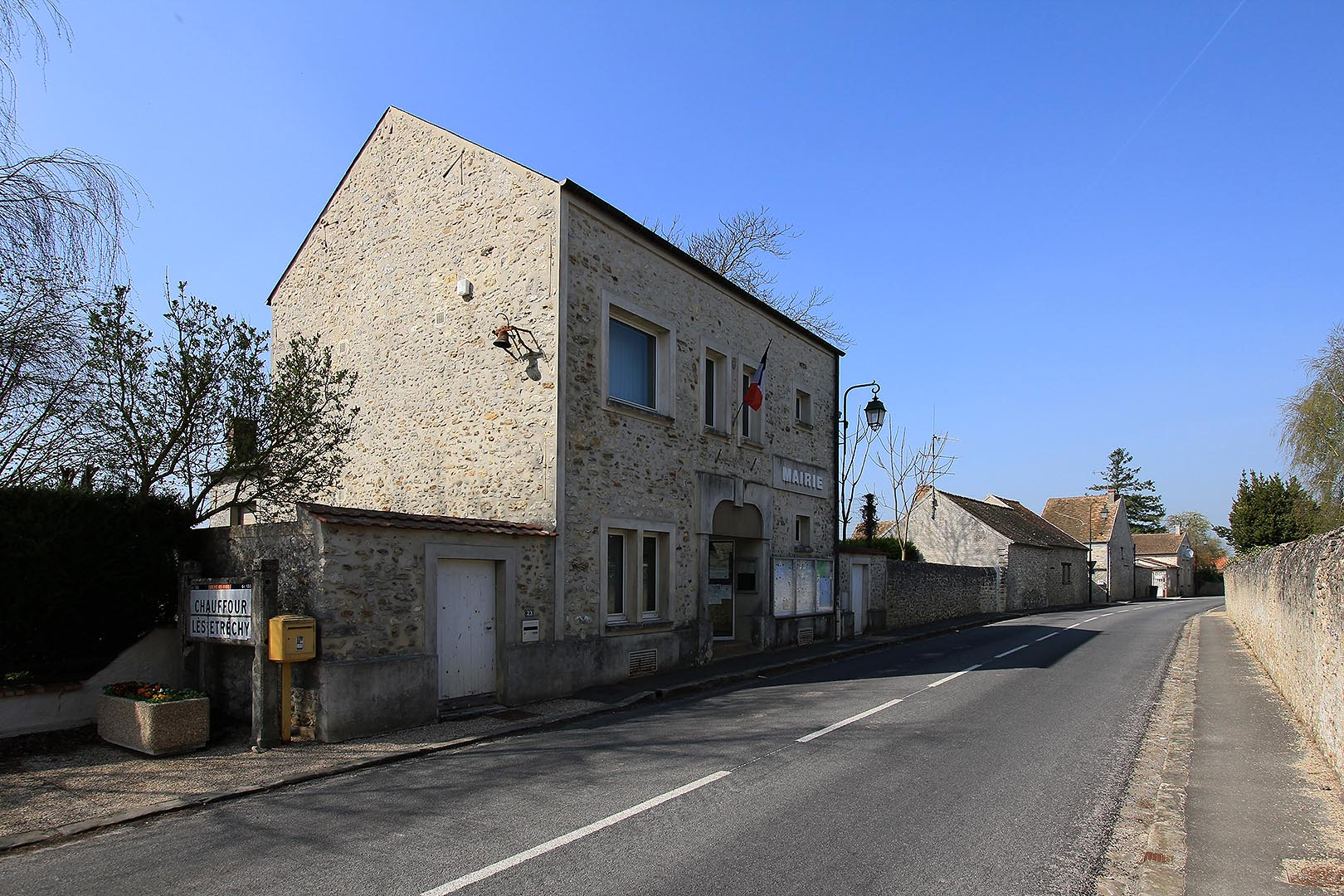
Mairie de Chauffour-lès-Étréchy.

### Tendances et résultats politiques
Élections présidentielles, résultats des deuxièmes tours :
- Élection présidentielle de 2002 : 83,53 % pour Jacques Chirac (RPR), 16,47 % pour Jean-Marie Le Pen (FN), 93,81 % de participation[37].
- Élection présidentielle de 2007 : 64,77 % pour Nicolas Sarkozy (UMP), 35,23 % pour Ségolène Royal (PS), 88,35 % de participation[38].
- Élection présidentielle de 2012 : 51,28 % pour Nicolas Sarkozy (UMP), 48,72 % pour François Hollande (PS), 88,12 % de participation[39].

Élections législatives, résultats des deuxièmes tours :
- Élections législatives de 2002 : 65,63 % pour Geneviève Colot (UMP), 34,38 % pour Yves Tavernier (PS), 68,04 % de participation[40].
- Élections législatives de 2007 : 74,60 % pour Geneviève Colot (UMP), 25,40 % pour Brigitte Zins (PS), 61,54 % de participation[41].
- Élections législatives de 2012 : 53,13 % pour Geneviève Colot (UMP), 46,88 % pour Michel Pouzol (PS), 64,36 % de participation[42].

Élections européennes, résultats des deux meilleurs scores :
- Élections européennes de 2004 : 33,33 % pour Patrick Gaubert (UMP), 29,17 % pour Harlem Désir (PS), 48,04 % de participation[43].
- Élections européennes de 2009 : 39,62 % pour Michel Barnier (UMP), 16,98 % pour Daniel Cohn-Bendit (Les Verts), 52,38 % de participation[44].

Élections régionales, résultats des deux meilleurs scores :
- Élections régionales de 2004 : 50,00 % pour Jean-François Copé (UMP), 42,11 % pour Jean-Paul Huchon (PS), 76,24 % de participation[45].
- Élections régionales de 2010 : 56,60 % pour Valérie Pécresse (UMP), 43,40 % pour Jean-Paul Huchon (PS), 51,35 % de participation[46].

Élections cantonales, résultats des deuxièmes tours :
- Élections cantonales de 2004 : 55,56 % pour Claire-Lise Campion (PS), 44,44 % pour Denis Meunier (DVD), 75,25 % de participation[47].
- Élections cantonales de 2011 : 51,92 % pour Claire-Lise Campion (PS), 48,08 % pour Christine Dubois (UMP), 53,70 % de participation[48].

Élections municipales, résultats des deuxièmes tours :
- Élections municipales de 2001 : données manquantes.
- Élections municipales de 2008 : 69 voix pour Philippe Peyrichon (?), 65 voix pour Fabien Pigeon (?), 68,57 % de participation[49].

Référendums :
- Référendum de 2000 relatif au quinquennat présidentiel : 60,00 % pour le Oui, 40,00 % pour le Non, 53,26 % de participation[50].
- Référendum de 2005 relatif au traité établissant une Constitution pour l'Europe : 56,63 % pour le Oui, 43,37 % pour le Non, 84,16 % de participation[51].

## Population et société

### Démographie

#### Évolution démographique
L'évolution du nombre d'habitants est connue à travers les recensements de la population effectués dans la commune depuis 1793. Pour les communes de moins de 10 000 habitants, une enquête de recensement portant sur toute la population est réalisée tous les cinq ans, les populations de référence des années intermédiaires étant quant à elles estimées par interpolation ou extrapolation. Pour la commune, le premier recensement exhaustif entrant dans le cadre du nouveau dispositif a été réalisé en 2007.

En 2022, la commune comptait 135 habitants, en évolution de −1,46 % par rapport à 2016 (Essonne : +2,89 %, France hors Mayotte : +2,11 %).
| 1793 | 1800 | 1806 | 1821 | 1831 | 1836 | 1841 | 1846 | 1851 |
| ---- | ---- | ---- | ---- | ---- | ---- | ---- | ---- | ---- |
| 134  | 152  | 150  | 149  | 104  | 91   | 90   | 100  | 104  |

| 1856 | 1861 | 1866 | 1872 | 1876 | 1881 | 1886 | 1891 | 1896 |
| ---- | ---- | ---- | ---- | ---- | ---- | ---- | ---- | ---- |
| 99   | 99   | 90   | 81   | 84   | 90   | 97   | 109  | 98   |

| 1901 | 1906 | 1911 | 1921 | 1926 | 1931 | 1936 | 1946 | 1954 |
| ---- | ---- | ---- | ---- | ---- | ---- | ---- | ---- | ---- |
| 91   | 99   | 90   | 87   | 85   | 69   | 57   | 56   | 48   |

| 1962 | 1968 | 1975 | 1982 | 1990 | 1999 | 2006 | 2007 | 2012 |
| ---- | ---- | ---- | ---- | ---- | ---- | ---- | ---- | ---- |
| 61   | 80   | 71   | 81   | 70   | 119  | 130  | 131  | 140  |

| 2017 | 2022 | - | - | - | - | - | - | - |
| ---- | ---- | - | - | - | - | - | - | - |
| 134  | 135  | - | - | - | - | - | - | - |

#### Pyramide des âges
En 2018, le taux de personnes d'un âge inférieur à 30 ans s'élève à 38,0 %, soit en dessous de la moyenne départementale (39,9 %). De même, le taux de personnes d'âge supérieur à 60 ans est de 17,1 % la même année, alors qu'il est de 20,1 % au niveau départemental.
En 2018, la commune comptait 74 hommes pour 63 femmes, soit un taux de 54,01 % d'hommes, largement supérieur au taux départemental (48,98 %).
Les pyramides des âges de la commune et du département s'établissent comme suit.
| Hommes | Classe d’âge | Femmes |
| ------ | ------------ | ------ |
| 0,0    | 90 ou +      | 0,0    |
| 5,6    | 75-89 ans    | 4,8    |
| 9,7    | 60-74 ans    | 14,5   |
| 25,0   | 45-59 ans    | 21,0   |
| 16,7   | 30-44 ans    | 27,4   |
| 16,7   | 15-29 ans    | 9,7    |
| 26,4   | 0-14 ans     | 22,6   |

| Hommes | Classe d’âge | Femmes |
| ------ | ------------ | ------ |
| 0,5    | 90 ou +      | 1,4    |
| 5,4    | 75-89 ans    | 7,2    |
| 12,9   | 60-74 ans    | 13,9   |
| 20     | 45-59 ans    | 19,4   |
| 19,9   | 30-44 ans    | 20,1   |
| 20     | 15-29 ans    | 18,2   |
| 21,3   | 0-14 ans     | 19,8   |

### Enseignement
Les élèves de Chauffour-lès-Étréchy sont rattachés à l'académie de Versailles. La commune ne dispose d'aucun établissement scolaire sur son territoire.

### Sports
Un terrain ouvert au public situé derrière la Mairie dispose d'une cage de football, sur lequel on trouve également des tables de pique-nique. On y accède par la rue des Templiers.

### Lieux de culte
La paroisse catholique de Chauffour-lès-Étréchy est rattachée au secteur pastoral de la Vallée de la Juine-Étréchy et au diocèse d'Évry-Corbeil-Essonnes. Elle dispose de l'église Saint-Jean-Baptiste.

### Médias
L'hebdomadaire Le Républicain relate les informations locales. La commune est en outre dans le bassin d'émission des chaînes de télévision France 3 Paris Île-de-France Centre, IDF1 et Téléssonne intégré à ViàGrandParis.

## Économie
- Exploitations agricoles.

### Emplois, revenus et niveau de vie en 2006
| Répartition des emplois par catégories socioprofessionnelles en 2006. |              |                                           |                                                   |                            |                          |                           |
|                                                                       | Agriculteurs | Artisans, commerçants, chefs d’entreprise | Cadres et professions intellectuelles supérieures | Professions intermédiaires | Employés                 | Ouvriers                  |
| Chauffour-lès-Étréchy                                                 | -            | -                                         | -                                                 | -                          | -                        | -                         |
| Zone d'emploi de Dourdan                                              | 0,7 %        | 6,0 %                                     | 18,9 %                                            | 28,5 %                     | 26,3 %                   | 19,6 %                    |
| Moyenne nationale                                                     | 2,2 %        | 6,0 %                                     | 15,4 %                                            | 24,6 %                     | 28,7 %                   | 23,2 %                    |
| Répartition des emplois par secteurs d’activités en 2006.             |              |                                           |                                                   |                            |                          |                           |
|                                                                       | Agriculture  | Industrie                                 | Construction                                      | Commerce                   | Services aux entreprises | Services aux particuliers |
| Chauffour-lès-Étréchy                                                 | -            | -                                         | -                                                 | -                          | -                        | -                         |
| Zone d'emploi de Dourdan                                              | 1,7 %        | 10,4 %                                    | 7,5 %                                             | 11,8 %                     | 21,6 %                   | 6,9 %                     |
| Moyenne nationale                                                     | 3,5 %        | 15,2 %                                    | 6,4 %                                             | 13,3 %                     | 13,3 %                   | 7,6 %                     |
| Sources : Insee,                                                      |              |                                           |                                                   |                            |                          |                           |

## Culture locale et patrimoine

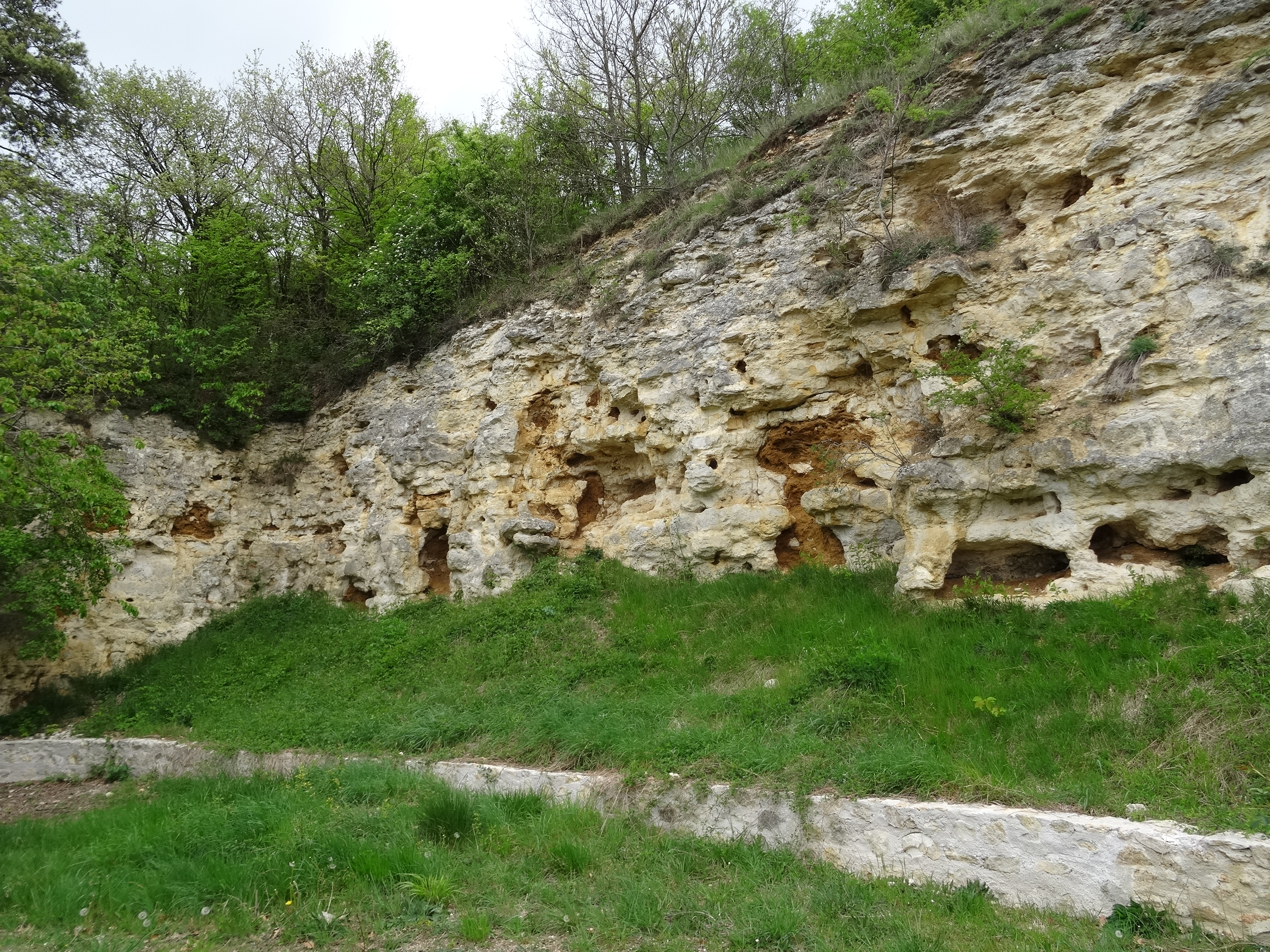
Site géologique du coteau des Verts-Galants.

### Patrimoine environnemental
Les bois à l'est et au sud du territoire ont été recensés au titre des espaces naturels sensibles par le conseil général de l'Essonne.
La « réserve naturelle nationale des sites géologiques de l'Essonne » protège six sites d'affleurement, de type stratotype du stampien, dont le « Coteau des Verts Galants ». Cette réserve a été mise en place par l'arrêté préfectoral no 96-4639 du 25 octobre 1996.

### Patrimoine architectural
- Son église, consacrée à saint Jean-Baptiste, abrite une nef à chevet plat de style roman.

### Personnalités liées à la commune
- Aristide Guery (1865-1910), inspecteur d'académie. Sa sépulture à Chauffour-lès-Étréchy est ornementée de son portrait en médaillon par Mathurin Moreau[63].
- Jean Bille (1925-1998), artiste peintre. Ce "peintre contemplatif", "amoureux de la nature" (selon N. Lamothe), a réalisé de nombreuses œuvres dans son atelier, présentées lors d'expositions en France et à l'étranger. Sociétaire (Salon d'Automne, Salon des Artistes Français, Salon des Indépendants, Salon Violet), il fut aussi Membre du Jury dans de nombreux salons. Il est nommé peintre officiel de l’armée, titulaire (1993). Il repose au cimetière communal du village[64].
- Georges Courty (1875-1953), géologue, naturaliste, explorateur, membre fondateur de la Société préhistorique française (1904). Il s'établit au village au début du XXe siècle, attiré par le grand nombre de découvertes archéologiques réalisées dans les environs. "Je m'installai à Chauffour-lès-Etréchy afin de pouvoir plus facilement faire des reconnaissances dans les bois des alentours."[65] Il repose au cimetière communal du village[66].